# Sueño electro II
Sueño electro II è il quinto album in studio del gruppo musicale messicano Belanova, pubblicato nel 2011.

## Tracce
1. Mariposas – 3:47
2. Flash eléctrico – 3:31
3. Todo mi amor – 3:37
4. Hasta el final – 3:50
5. Infame – 3:37
6. Luna – 3:36
7. Aquí – 3:50
8. Dulce Amor (Ana Martín cover) – 3:14
9. Tic-Toc (featuring Lena Katina) – 4:14
10. Mariposas (Sussie 4 Remix) – 3:57
11. Mariposas (Capri Remix) – 4:13